# Maria Gomes Valentim
Maria Gomes Valentim, ook bekend als Dona Quita (Carangola, 9 juli 1896 – aldaar, 21 juni 2011), was van 18 november 2010 tot haar dood officieel de oudste mens ter wereld. Ze nam dit record over van haar landgenote Ana Nogueira de Luca. Voordat ze op 18 mei 2011 officieel erkenning voor haar status kreeg van het Guinness Book of Records, werden achtereenvolgens de Amerikaansen Eunice Sanborn en Besse Cooper beschouwd als de oudste mens ter wereld. Laatstgenoemde werd dan ook haar opvolgster.
Valentim was de eerste Braziliaanse supereeuweling van wie de leeftijd werd gevalideerd. Later zouden eerdere supereeuwelingen nog gevalideerd worden, zoals haar voorgangster Ana Nogueira de Luca. Valentim bleef de oudste persoon uit Brazilië ooit, totdat Julia Maria Francisca Simao haar leeftijd eind 2015 overtrof.

## Biografie
Maria Gomes Valentim werd geboren als dochter van Washington en Iduina Gomes da Silva. Ze was de oudste van zes kinderen. In 1913 trouwde zij op haar 16e met João Valentim. Hij overleed in 1946. Samen hadden ze een zoon, die inmiddels ook al was overleden. Valentim had ten tijde van haar eigen dood vier kleinkinderen, zeven achterkleinkinderen en vijf achterachterkleinkinderen. Maria Gomes Valentim overleed op 21 juni 2011 in het bejaardenhuis van de Braziliaanse stad Carangola aan de gevolgen van longontsteking, 18 dagen vóór haar 115e verjaardag. 